# 家政婦のミタ
『家政婦のミタ』（かせいふのミタ）は、2011年10月12日から12月21日まで毎週水曜日22時 - 22時54分に、日本テレビ系の「水曜ドラマ」枠で放送された日本のテレビドラマである。主演は松嶋菜々子で、遊川和彦のオリジナル脚本である。

## 概要
頼まれたことは何でもやるが、常に無表情でミステリアスな家政婦・三田 灯を主人公にした物語。タイトルは『家政婦は見た!』が元になっている。
松嶋は本作品が日本テレビの連続ドラマ初主演作で、他局を含めた連続ドラマとしては2年ぶりの主演作であり11年ぶりの単独主演作であった。松嶋や父親役の長谷川の代表作となり、子役の本田望結や中川大志もブレイクし、テレビなどの出演オファーが殺到した。阿須田家の隣人を演じた佐藤にも注目が集まり、再び出演が増加した。
最終回は40.0%を記録し、21世紀に放送された日本のテレビドラマとしては、初の40%超えを記録し（後述）、初回の視聴率と最終回の視聴率の差が20ポイントを超えた初のドラマとなった。最終回放送時のTwitterの書き込み数が10705件、2ちゃんねるのドラマ実況では書き込み数がライフを抑え歴代1位、2011年度総合第5位にランクインした。さらに最終回の2日後、12月23日の日本経済新聞では「春秋」欄において、本作品と映画界の森田芳光監督（2011年12月20日逝去）の 『家族ゲーム』を郊外家庭の裏の顔を描いた新旧名作と位置づけて紹介している。
本作品の高視聴率を背景に職場や学校などで「承知しました」「それは業務命令でしょうか」「それはあなたが決めることです」などのドラマ上の決まり文句が流行るとともに、ロケ地である千葉市動物公園の入園者数が増加するなど「（家政婦の）ミタ現象」が起こった。
第71回ザテレビジョンドラマアカデミー賞で作品賞を含む6部門を受賞したほか、プロデューサーがエランドール賞を受賞するなどの高評価を得た。

## あらすじ
母親の死により崩壊寸前の阿須田家に、三田という家政婦が派遣されてきた。仕事は全て完璧にこなすが、常に無表情かつ機械的で、さらに命令されれば犯罪行為も平然と行う三田に振り回される阿須田家の人々。しかし、その三田の型破りな行動により、バラバラだった家族は絆を取り戻していく。
阿須田家は三田に信頼を置くようになり、一見突飛な数々の行動の裏にも、実は愛情や思いやりが秘められていたことに気付いた子供たちは、三田に本当の家族の一員となってほしいと望む。しかし彼女は、その申し出を素直に受け入れることのできない壮絶な過去と大きな心の傷を抱えていた。

## キャスト

### 主人公
三田灯（みた あかり）
演 - 松嶋菜々子
本作品の主人公。昭和50年12月25日生まれ、36歳。現在の苗字は亡き夫・三田直也と結婚後のもの、旧姓は「仁村」で、出生姓は「市川」。阿須田家に派遣されてきた謎の敏腕な家政婦。
性格・特徴
必要最低限の事以外は口にしない上、いかなる時も喜怒哀楽を出さずロボットのように無機質な雰囲気を漂わせている。低体温症なのか、体温も希衣や翼が驚くほど低い。物をぶつけられたり殴られたりしても全く動じず、一瞬で違う場所に移動するなど人間離れした能力を持っている。
自らはあくまで家政婦というスタンスであり、雇用主の家族の一員になる事は決してないと常に宣言している。
とあるトラウマから背後に立たれる事を嫌い、背後から触れられると反射的に相手を投げ飛ばしてしまう。
家政婦としての能力
家政婦として家事全般における洗練されたスキルはもちろんの事、1秒単位にも及ぶ正確な時間感覚、他人の発言を一字一句間違えず覚える記憶力、相手の本質を見抜く洞察力を備え、あらゆる仕事を完璧にこなす。家事以外にも勉学・情報収集・遺失物捜索、さらに遊びやスポーツまであらゆる技能を備えており、顧客の要望には「家政婦」の域に留まらずあらゆる面で対応できる。
スキルの範囲内であれば、簡単な作業かられっきとした犯罪行為まで、その内容に関係なく「承知しました」の一言で何でもやってしまう。破壊行為や放火などのあまりに過激な依頼や、偵察や劇の練習などの気乗りしない様子の依頼をされたときは「それは（これは）業務命令でしょうか？」と確認を取る。ただし怪我の手当て、床に落ちたゴミの処理、転倒した家具の修正など、明らかに必要な作業については指示されなくても行う。
そんななか「笑え」という指示だけは、たとえ業務命令でも決して遂行する事はない。ならびに一切の個人情報の公開も拒否している。笑顔や個人情報公開を強制されるなら「お暇をいただく（この家の家政婦としての職を辞する）」と宣言している。
また意見を求められた際も「それはあなたが決める事です」と突き放し一切関わろうとしない。
私生活
住民票上は晴海家政婦紹介所に住んでいるという事になっているが、業務時間外にどこで寝泊まりしているのかは晴海も知らず、劇中でも最後まで描かれる事はなかった。一度自宅を突き止めようと子供たちが三田を尾行した事があるが、角を曲がった瞬間に姿を消してしまい見失ってしまった。
休日には決まって遊園地内の飲食コーナーでファミリーセットを買って特定の席に座り、そこから閉園まで全く動かず何かを見つめるように過ごしている。晴海によるとこの遊園地に家族三人でよく行っていたという。
過去
第8話の終盤で阿須田家に派遣されてはじめての食事となる最中を口にした瞬間、阿須田家を去る事を決意。それと引き換えに、公開を拒否していた過去を明かした。
事の発端は幼少期のころ川で溺れた際に、優しかった父親が助けようとして溺死してしまった事件である。
それ以来母親から、夫が溺死したのは娘の所為だと的外れな恨みを買い冷遇される。母親を喜ばせるために勉学や稽古事に励み、優秀な頭脳と多彩な能力を得たものの、母親には無益に終わる。それどころか仁村氏と再婚し異父弟・美彦が誕生すると彼との差別的扱いに苦しむ事になる。やがて継父から劣情を抱かれるようになると母親にはますます憎まれ「お前の笑顔は周りの者を不幸にする」と毎日のように非難される。しかし家政婦として仁村家に出入りしていた晴海明美から最中を与えられるなど励まされたのを受け、懸命に笑顔を作り、いつか自身を愛してくれる人に出会う事だけを望みに暮らしていく。
大学入学後、海外での長期ボランティア活動に従事。その派遣先で出会った医師の三田直也と結婚し、息子・純をもうける。特技である料理を夫と息子が喜んで食べる姿が何よりの幸せであり、毎日のように笑顔で暮らしていたという。
ところが純が6歳のころ、異父弟・美彦から歪んだ愛情によるストーカー行為を受けるようになる。直也がその真意を知らず自宅へ歓迎したのをいい事に不貞まで迫られる。しかしやがて直也に発覚し厳しく叱責された事に逆上した美彦は、「俺を誘惑したお前が悪い」と三田家に放火する。助けを求める純のため火の中に飛び込もうとするも消防士の制止により叶わず、最愛の夫と息子を喪い未亡人となる。美彦も三田を嘲笑うような形で自殺する。
遺された実母と義両親は、最大の被害者であるはずの三田に事件の全責任を押し付け、参列者の前で焼香炉を投げつけた挙句「もう謝らなくていい。何もしなくていい。ただもう死ぬまで二度と笑うな」と罵倒。こうして心的外傷を負った三田は、二度と笑わないと誓うようになる。
以上の経験から、自分の意志で行動すると周りの人が不幸になったり自分が愛した人は不幸になると思い込んでおり、「ロボットのように命令された業務を遂行するだけでいい」という理由で家政婦の仕事に就いた事を第9話で告白する。
また夫と息子を追うべく死を望んでおり、何度も自殺を図ったものの全て未遂に終わったため、雇用主から自殺を命じられれば確実に死ねると画策し、わざと雇用主の怒りを買うために過激な行動を取っている事も明かした。
服装・持ち物
外出時には純の形見であるワークキャップとG-SHOCKの腕時計、直也の形見であるダウンジャケットを着用している。ダウンジャケットは寒さも暑さも感じないので夏でも着用する。
勤務には直也が愛用していたドクターズバッグを携行している。勤務開始時に腕時計で契約時間分のタイマーを設定し、ドクターズバッグからは随時必要な物が何でも出てくる。
なお直也と純の写真はバッグにはしまわず、エプロンのポケットに携帯している。
変化
阿須田家の家族と関わっていくうちに少しずつ自分の意見や感情を出すようになる。
一家から相談を持ち掛けられた際は前述の通り突き放していたが、第10話で海斗の「母親への感謝の手紙」という宿題に家族中が悩んでいたとき、初めて自身の意見を口にする。
直也と純の幻を見た際には動揺して洗っていた皿を割った他、純の事を思い出し包丁で手を切っている。
希衣が凪子と帰宅する時に歌っていた歌を一緒に歌うようと依頼された際には、歌詞の言葉を棒読みで述べるだけであったが、第10話からは旋律をつけて歌うようになった。
その他
決め台詞である「承知しました」を言った回数は全話で88回、過去最多は最終回の18回。瞬きの回数は全話で563回、過去最多は最終回の212回であった。
「灯」という名前には「暗いところにも灯をともすような子になるように」という意味が込められている。

### 晴海家政婦紹介所
晴海明美（はるみ あけみ）
演 - 白川由美
所長。70歳。三田を阿須田家に派遣する。
紹介所を設立する前は、ある家政婦紹介所の家政婦として働いていた。ハワイ旅行したときに恋に落ちた現地の男性との間に産まれた娘を、シングルマザーとして仕事をしながら育てていた。しかし高熱を出した娘をすぐ病院に連れて行けず亡くしてしまった過去から、自身も一度死のうと思った事がある。
三田が幼いころに三田の家で家政婦として働いており、母親から疎まれていた彼女に深い愛情を感じ、第二の母親的存在になる。
現在はとても陽気な性格をしており、歳のせいか物事を「あれが、あれでね」などと表現する癖がある。また元々おしゃべり好きであるため、阿須田家の面々に詰め寄られると三田の過去をつい小出しに話してしまう。
しかし三田の事は今でも実母のように真剣に想っており、最終話で三田があるトラウマを克服したと知ったときは、涙ながらに静かに抱き締めた。
三田タミ（みた タミ）
演 - 柳谷ユカ
三田が阿須田家を去った後、新たに晴海家政婦紹介所から派遣された家政婦。本枠で放送された遊川脚本の『曲げられない女』にも柳谷が演じる同姓の家政婦が登場しており、本編中「前にお世話していた家には娘と息子がいた」と語るくだりがある。なお、名前が回文になっている。
同期のサクラでは主人公のサクラが上京して早々に見つけた喫茶店「リクエスト」店主。ショートドラマ『リクエストのミタ』で主役を演じる。

### 阿須田家
三田灯と共に本作の中心となる一家。
阿須田恵一（あすだ けいいち）
演 - 長谷川博己
4姉弟の若き父親。昭和48年4月7日生まれ、38歳。愛車はスバル・エクシーガ。
凪子とは元々、同じ大学の先輩・後輩という間柄だった。彼女が大学を卒業した直後、結の妊娠が発覚。凪子から「堕ろすなら死ぬ」という言葉を受け、半ば脅迫に近い形でできちゃった結婚したという過去を持つ。そのため、父親としての自覚が持てず、凪子の死後も崩壊寸前の家族に向き合う事を避けていた。
普段は落ち着きのある物腰柔らかな性格で通っているが、実際は非常に優柔不断で物事をはっきり決められず、面倒事を極端に嫌い他人任せにしてしまうところがある。
同じ会社に勤める美枝と1年前から不倫関係にあり、それにより凪子に離婚を迫った事で彼女が自殺する原因となってしまった。それを家族に隠そうとするも結に知られてしまい、子供たちからの反発を一身に受ける事となるが、三田の行動によって人間として成長し、父親としての自覚を持つようになる。
遊川によると自身の父親をモデルにしている。
阿須田凪子（あすだ なぎこ）
演 - 大家由祐子
恵一の姉女房で、4姉弟の亡き母親（満40歳没）。物語開始時点では既に故人。旧姓「結城」。戒名は恵凪妙泉信女。
結婚後も恵一に対して疑心を抱く事も少なくなく、結にもたまに愚痴をこぼしていたが、やがて恵一から離婚を持ちかけられた事が原因で、その翌日に遺書を遺して近所の川で入水自殺した。
阿須田結（あすだ ゆい）
演 - 忽那汐里（幼少期：高木彩那）
阿須田家の長女。高校2年生、17歳。写真部に所属。中盤まで同じ写真部の先輩である拓也と付き合っており、体の関係にまで至っていたが、後に関係を断つ。
母の死後、家事や弟妹の面倒をまともに見られない自分と葛藤していた。そのため、初期のころは精神的に不安定で自暴自棄に陥りやすく、後先を考えない無責任な言動が目立った。
物語序盤で偶然にも母の死にまつわる真相を知ってしまい、恵一に対して激しい怒りを覚え、報復の一環としてサワイホームに一連の真相を流布させるという、非常に過激な行動を取った。その結果、恵一を左遷させた挙句に家を追い出し、さらに弟妹を肩身の狭い思いを強いらせる事となり、事実上の一家離散にまで追い込んでしまった。
しかし、父親のいない生活に対して自身が追い出したにもかかわらず今まで以上に「長女」としての重圧や家族の問題に勝手に苦しみ、それに耐え切れず拓也に駆け落ちを持ちかけてしまうが、彼に当然ながら拒絶され勝手に裏切られたと解釈して人生に絶望して三田に自分を刺殺するようにと依頼するが、本当に三田に包丁を向けられた恐怖に加え、三田の言葉や家族の説得によって家族に愛されていた事を実感し立ち直る。
立ち直って父とも和解した後は多少温厚な性格になり、家事も手伝うようになった。
三田とうららが入れ替わるという夢を見たとき、三田が自然と笑っていた事で、それが彼女の本来の素顔ではないかと思っている。
「結」という名前には、「家族を結びつける」という意味が込められている。
阿須田翔（あすだ かける）
演 - 中川大志
阿須田家の長男。14歳の中学2年生でバスケットボール部のキャプテン。
熱くストレートな性格で年相応の態度が多く、思春期ゆえに異性への関心（作中では主に三田に）も強くたびたび海斗に馬鹿にされている。また猫舌であり、何も依頼していないのに三田が自分にだけ冷ました味噌汁を出した時は驚いた。
結に母の死の真相を知らされた事から恵一を激しく拒絶し、お父さんと呼ぶ事を避けて「あんた」や「あんな奴」呼ばわりをするようになるが、父としては認めているようである。しかし、結衣が原因による家庭崩壊のストレスからバスケットボール部でスパルタ指導に走るが部員から辟易されキャプテンをリコールされる。それにより非行に走るまでに荒れてしまい、ゲームセンターでの暴力行為、喫煙・飲酒未遂、無断欠席を経て、ついには三田に肉体関係まで依頼してしまう。
その夜三田に隣家の皆川家を破壊するよう命ずるが、その際三田に、「家族を守りたい」という責任感を誰より強く秘めていると指摘された事で改心。さらに恵一が自身の代わりに土下座して皆川家に謝罪した姿を目の当たりにした事から再び「お父さん」と呼ぶようになった。翌日には恵一と同じようにバスケットボール部員に土下座して許しを請う。
三田の事を、母親の生まれ変わりではないかと考えている。
「翔」という名前には、「家族のピンチに駆けつける」という意味が込められている。
阿須田海斗（あすだ かいと）
演 - 綾部守人
阿須田家の次男。小学6年生、12歳。学級委員を務める聡明な少年。有名私立中学に合格するために進学塾に通っているが、そのために食事中でも携帯電話で計算問題を解く癖があり恵一や翔に咎められている。
やや皮肉っぽい性格で、感情の奮起の激しい他の姉弟に比べドライな印象があるが、感情表現が苦手なだけで、内心では母を独り占めしたい、自分が兄妹の中で一番だと言って欲しいと思うなど、歳相応に母を慕っており、母の遺品を燃やした際にはずっと表にしなかった悲痛な想いを炎に向かって叫んだ。
いじめや脅迫には弱く、クラスを牛耳っている古田からテストのたびにカンニングへの協力を強要されている。
ある日古田から万引きに協力するよう脅迫され断り切れなかったとき、三田に古田への制裁を依頼する。しかし三田が古田に暴力を振るった事から、逆恨みで古田から激しいいじめに遭い、さらに夜に体育館へ呼び出される殺害予告までされた。
この責任を三田に押し付け古田の殺害まで命ずる。しかし三田が本当に殺しかける姿のを目撃した事で覚悟を決め、「人に殴られるのは痛いが、逃げるよりはまし」と三田に確認したうえで、自ら古田に立ち向かう。大怪我を負いながらも古田を怖気づかせる事に成功し、三田から無表情ながらも称賛の言葉を贈られる。
冷静で現実的な考え方に長けており、父の不倫を知った結と翔が激怒して絶縁を望んだ際も、代わりにどうやって生活していくのか冷静に問う。
ルービックキューブが得意で57秒で完成させるほど。ただし三田は世界記録を上回るわずか5秒で完成させた。
「海斗」という名前には、「家族が困った時に解答を見つける」という意味が込められている。
阿須田希衣（あすだ きい）
演 - 本田望結
阿須田家の次女。幼稚園年長組、第1話の終盤で6歳になる。明るく素直な性格で、知らない言葉や疑問があるとすぐに質問したがる。家族のアイドル的存在。
母が生前に教えた歌を気に入っており、家に帰る際にはいつも歌っている。
来た当初こそは三田に怯えていたが、2話以降からはとても懐いており、海斗の同級生を殴打した件を受けて家政婦を代えると恵一が判断したときも真っ先に反対した。じゃんけんが強い（しかし、三田には敵わなかった）。
家族を想うがあまり、三田に依頼して誘拐騒動を起こし、周囲に多大な迷惑をかけて恵一に厳しく咎められた。
凪子に生前あげた家族一人一人を表す石を缶に入れて大切にしている。のちにうららと義之の石も缶の中に入れ、見つけた三田の石は三田が阿須田家を去る時に渡した。
「希衣」という名前には、「キーマン、幸せの扉を開けるカギ」という意味が込められている。

### 結城家
結城うらら（ゆうき うらら）
演 - 相武紗季
凪子の妹で、四姉弟の叔母。姉とは歳が一回りも離れている。28歳。結が通う英成学園高等学校で体育教師をしている。
常に笑顔を絶やさず世話好きで明るい性格だが、空気が読めない上に不幸体質（実際は他人の不幸を一挙に寄せ集める「トランプのババ」体質）で、生徒や教師からも煙たがられている。良かれと思って行動した事がいつも裏目に出てしまうため、阿須田家一同からはトラブルメーカー的な扱いをされている。それでも阿須田家を何かと擁護するので、恵一否定派の父・義之とは不仲だったが、のちに和解。
実は以前から恵一に好意を持っていたが、凪子の事もあり、好きになってはいけないと悩み続けていた。三田に打ち明けたり、見合いをして忘れようとしたが結局諦めきれず、第10話でついに恵一に告白するが、実際は恵一個人ではなく「阿須田家」に家族愛を感じており、三田の助言により阿須田家の「保護者」となる。四姉弟に対する呼び方は甥っ子である翔・海斗に対しては呼び捨て、姪っ子である結・希衣に対してはちゃん付けである。
単なるドジなトラブルメーカーではなく、阿須田家の災いを引き受ける守り神的存在でもあり、三田は阿須田家に派遣された時から見抜いているという設定がある。
「うらら」という名前の由来は、何をしても裏目に出てしまうからである。
結城義之（ゆうき よしゆき）
演 - 平泉成
凪子とうららの父で、四姉弟の祖父。68歳。元校長で厳格な教育者。一本気で不器用で頑固な性格だが自分に自信がなく、思いがうまく伝わらない事をもどかしく感じる事から、周りに対しては恫喝するような態度になってしまう。
凪子と恵一の結婚を今日に至るまで認めておらず、凪子が不幸な人生の結末を迎えたのも恵一に原因があると固く思い込んでいた。阿須田家から子供たちを養子縁組して引き取ろうと動くが、阿須田家が家族の絆を取り戻した事で断られ、その後は彼らを突き放そうとするも、三田の行動によって和解に至る。また、うららのアドバイスにより語尾に「ナリ」をつけて話すようになり、性格も少し穏やかになった。
義之の妻
義之の妻で、凪子とうららの母。他界している。

### 皆川家
皆川真利子（みながわ まりこ）
演 - 佐藤仁美
阿須田家の隣家の主婦。39歳。モンスターペアレントで1人息子の翼を溺愛するヒステリックな教育ママだが、実際のところは毒親で子供の気持ちを理解しておらず、無理矢理バイオリン教室やお受験を強要させている。陰湿で傲慢な性格で阿須田家と友好な近所付き合いをする気はないばかりか見下しており、顔さえ見れば嫌味か悪態ばかりのため、翔や海斗から「隣のババア」「クソババア」と呼ばれ忌み嫌われている。
夫の功とは大恋愛で結ばれた際「お前だけを愛する」とプロポーズされたため、不倫を三田や翔に指摘されても「そんな人が私を裏切るわけがない」と言っていたが、実際は半信半疑であったらしく、阿須田家を去った三田が家政婦として派遣された後、三田に功の不倫調査を命令、不倫が明らかになってからは自暴自棄になり、一家心中を命令する。この自業自得な行動が原因で功と離婚し、翼の親権も奪われた上に家も追い出される。最終回で翼との面会を頼むも拒否され絶望していたが、三田や阿須田家の言葉により希望を取り戻し、いつか一緒に住めるようにする事を約束した。
阿須田家が一家崩壊した際には面白おかしく近所に吹聴して翔をバスケ部から退部に追い込んだり、お遊戯会で希衣が演じるはずだった劇の主役を降ろされる原因を間接的に作ったり、1話で結が母親の私物を全て燃やした時には自分の家が火事になると言う、因果応報で夫に親権を取られたのにもかかわらずそれを三田のせいにするといったように、人間性は夫以上に自分の事しか考えてない自分本位なエゴイスト。
皆川翼（みながわ つばさ）
演 - 中西龍雅
真利子の息子で、希衣の同級生（5歳-6歳）。母親の影響で幼稚園ではいじめなど問題行動を繰り返しているが、幼いながらも父親の不倫に気づいており、その事で悩んでいる。三田の心中未遂騒動により両親が離婚。その後は自身の親権を父親に握られ、面会を断られ絶望していた母と共に三田や阿須田家の言葉により希望を取り戻した。
皆川功（みながわ いさお）
演 - 池田政典
真利子の夫。古女房・真利子と結婚した事を若気のいたりだと激しく後悔しており、夫婦仲は当に冷え切っており、家庭内別居中である。真利子との息苦しい結婚生活に嫌気が差して部下の若い女性と不倫しており、真利子には気づかれていなかったが、翼や三田にはバレていた。愛車は、スバル・レガシィ(BH5)。真利子同様に自分勝手なところも見受けられるが、ある程度は良識的な部分も持ち合わせており、息子である翼への愛情もある様子で一家心中未遂の時は自分よりも翼に危険を及ぼすことに怒っている。放火の件で真利子とやり直す気もなく離婚し、真利子を家から追い出し翼の親権を握る事になった。

### 三田の親族
三田直也（みた なおや）
演 - 神尾佑
三田の夫（満37歳没）。職業は医師（病院のない発展途上国でのボランティアが主）で、三田のドクターズバッグは彼の愛用していた形見。三田を心から愛し、彼女との間に息子・純を儲け幸せに暮らしていたが、三田の異父弟・美彦のストーカー行為を咎めたため、逆恨みされ放火により焼死。三田が再び阿須田家で働き始めてからたびたび息子と共に幻覚として現れる。
三田純（みた じゅん）
演 - 藤本哉汰
三田の息子（満6歳没）。顔は父親に似ている。美彦の放火により、母に助けを求めながら父とともに焼死。三田の帽子と腕時計は彼の形見。生きていれば翔と同い年（中学2年）。宇宙飛行士を夢見ていた。
父親とも『さよなら「家政婦のミタ」特別版』に映る墓から、放火され亡くなったのは2004年12月21日（放送日の2011年12月21日から7年前）である。
三田の義母
演 - 赤座美代子
直也の母親。放火によって息子と孫が亡くなったのは三田の所為だと思い込んでおり、葬儀の場で三田を「もう謝らなくていいから、死ぬまで二度と笑わないで」と罵倒し、三田の感情を封印させた張本人となった。墓参りのとき、阿須田家の兄弟たちがこの事を問い詰めたところ「言った覚えがない」と忘れていた。
三田の義父
演 - 須永慶
直也の父親。葬儀の場で激昂する妻を止めに入ってはいたが、内心では妻同様に三田を責めていた。
市川（三田の実父）
三田が幼少期に川で溺れたのを助けようとして溺死した。溺死する前は並みの会社に勤めていた。
仁村（三田の実母）
旧姓：市川。幼少期は三田の才能を認め可愛がっていたが、夫の死を三田のせいのように思い込み、彼女を疎むようになる。その後、再婚して美彦が産まれると彼だけを可愛がる差別的扱いをする。三田が成長し結婚した後、美彦が家に放火し、義理の息子と孫が焼死し、美彦も自殺すると、直也の母親同様に三田を責め立て、彼女の心に深い傷痕を残す。現在の消息は不明。
仁村（三田の継父）
三田の母親の再婚相手。若くてハンサムであった。大企業の二代目社長であるため、経済的にも良かったため、不自由はなかった。美しくて家柄も良いのを見初めたて三田の母と結婚した。はじめは妻との関係は良かったものの、美彦が産まれるにつれ冷え切っていった三田に劣情を抱いており、それはエスカレートしていき、ついには三田のベッドにも入ってしまう。だがそれも妻にバレた事を感づいており、ほとんど家に帰ってこなくなる。それと同時に、会社の経営がうまくいかなくなり、会社に泊まりこむ事が多くなってしまう。現在の消息は不明。
仁村美彦（にむら よしひこ）
三田の異父弟。幼少期には三田にとても可愛がってもらっていたが、成長に伴い姉に異常な愛情を抱くようになり、ストーカー行為を始める。それを知った直也から「もう二度と現れるな」と宣告されたため逆上し、家に放火して直也と純を焼死させ、自分も三田をあざ笑うかのように自殺する。

### サワイホーム
サワイホーム株式会社
劇中に登場する架空のハウスメーカー。
風間美枝（かざま みえ）
演 - 野波麻帆
経理部勤務。恵一の元不倫相手。28歳。
利己的な性格。以前までは略奪婚を画策していたが、正妻である凪子が自殺したことで状況が一変。その後は責任逃れのため、関係を解消するようになった。しかし、結の暴走により不倫が露呈してしまい、社内で孤立してしまう。
やがて恵一の失脚に伴い、優しく接してきた名取に乗り換えようとするが、結局すぐに捨てられてしまう。さらに会社を辞めるよう促されたため、やむなくサワイホームを退社する羽目になってしまう。
田舎へ帰る直前、最後の頼みの綱として恵一にすがるものの、父性に目覚めた彼に出された「母親になってくれるなら」という条件を受け止めきれずに帰省する。しかし、実家で親と喧嘩をして再び上京し、最終回で恵一たち阿須田家と再会する。恵一との不倫で凪子を死なせた事を悔やんでいたが、兄妹たちの言葉に助けられる。
名取（なとり）
演 - 関戸将志
営業部勤務。後に「虹が丘ニュータウンプロジェクト」のリーダーを引き継ぐ。
人当たりのよい振る舞いで通っているが、実際はかなり腹黒い人物。当初は恵一を尊敬しているような態度を取っていたものの、美枝との関係が発覚してプロジェクトリーダーから外されて以降、表立って彼の事を侮蔑するようになる。
後に落ち込んでいた美枝と交際を始めたが、単なる遊び目的で優しく接していただけに過ぎず、すぐに常務の娘と婚約した事が原因で逆上した恵一に殴られる。
恵一の退社後はしばらく出番がなかったものの、最終話に思いがけぬ形で再登場を果たす。その際、結婚式の最中に花嫁を略奪された挙句、参列者の前で転倒するという醜態を晒し、今までのツケが回る形で痛烈なしっぺ返しを喰らった。
住谷（すみたに）
演 - 増田雄二
サワイホーム営業部。「虹が丘ニュータウンプロジェクト」のメンバー。
今田（いまだ）
演 - 白石唯菜
サワイホーム営業部。「虹が丘ニュータウンプロジェクト」のメンバー。
大家
演 - 石田由紀子
サワイホーム営業部。「虹が丘ニュータウンプロジェクト」のメンバー。
受付嬢
演 - 堀まゆみ
美枝に結が会いにきた事を伝える。
重役
演 - 滝澤晴幸、窪田圭志
恵一の「虹が丘ニュータウンプロジェクト」のプレゼンを聞き、絶賛する。
警備員
演 - 和田亮太
会社敷地内でビラを配布していた三田を制止する。
常務
サワイホーム常務。娘と名取を婚約させるが、結婚式当日に式場から大場により娘を略奪される。
常務の娘
名取と婚約したが、本心は大場と愛し合っており、結婚式に乱入した大場と手を取り合って駆け落ちした。

### その他
小沢拓也（おざわ たくや）
演 - 斉藤秀翼
英成学園高等学校3年生（18歳）。写真部部長で結の元彼氏。大学の推薦が決まっている。
以前より結と交際しており、当初は仲睦まじい関係を築いていた。第3話で自暴自棄になった結と肉体関係に至るが、その後は彼女の重すぎる愛にだんだん嫌気を差すようになる。第6話で駆け落ちの約束を破り、他の女子生徒を誘っている現場を結に目撃されてしまい、結が自殺未遂をする原因を作ってしまう。第7話では結とヨリを戻そうとするが、立ち直って自分と向き合う事を決めた彼女に断られる。
大場（おおば）
演 - 勝地涼（友情出演）
うららの見合い相手。何でも思った事を正直に言ううららに好意を持ち、結婚を前提に交際を申し込むが、自分の本心に気づいたうららに結婚式をドタキャンされてしまう。しかし本当はサワイホームの常務の娘と愛し合っており、うららの行為を恨むどころか逆に勇気付けられたと礼を言い、常務の娘の結婚式に乗り込み、彼女を奪還した。
みさわ幼稚園保育士
演 - 沢井美優
三田がよく行く遊園地「こどもスターランド」のファーストフード店員
演 - 森田彩華
桝太一
演 - 本人
日本テレビアナウンサー、『ZIP!』キャスター。

### ゲスト
第2話
古田
演 - 大朏岳優
横浜市立新藤が丘小学校6年生。海斗のクラスメイトで、6年2組でのいじめの首謀者。海斗曰く「大人になったら絶対犯罪を起こす男」であり、普段は我が物顔で振る舞い、劇中では殺人予告などの脅迫も行っている。しかし、物怖じしない三田や体を張っていじめを咎める海斗の迫力に怖気づくなど、性根は典型的な小悪党。冒頭で三田が言った「弱いものを徹底的に痛めつけ、強いものには尻尾を巻いて逃げだす人間」そのもの。
古田の仲間
演 - 吉田翔、内田純
尻馬に乗っていじめや万引きをしていたが、古田が三田に襲われた際は助けようとせず、一目散に逃げ出した。
6年2組担任
演 - 矢柴俊博
海斗のクラス担任だが、責任感が不足している。クラスの問題に全く気づいておらず、「いじめなんてありえない」と言ったため、海斗からアホ呼ばわりされる。古田からも陰で「鈍い担任」とバカにされていた。
エアガンショップの店員
演 - 森山米次
商品を万引きされそうになるが、三田に助けられる。その後、古田を殴り続ける三田を羽交い絞めにして制止していた。

第3話
天野
演 - 春風ひとみ
英成学園高等学校世界史教師。うららの同僚。結のクラスである2年A組担任。
2年A組生徒
演 - 井手雅紀、飯田のえる
不倫やそれによる凪子の自殺の件で恵一と口論して遅刻してきた結の事を事情を知らなかったとはいえ「拓也と朝帰りした」と心ない言葉でからかい喧嘩となる。

第5話
バスケットボール部員
演 - 岡田隆之介、桑代貴明
翔がキャプテンを務めるバスケットボール部の部員で同級生。家庭問題の鬱憤を晴らすかのようなスパルタ指導をしていた翔を辞めさせる。
警察官
演 - 渡辺憲吉
翔がゲームセンターで補導された際に、事情聴取を行う。
ゲームセンターの店長
演 - 内藤浩次
レストランのウェイター
演 - 野田一馬
遊園地に来ていた親子の母親
演 - 堀尾若奈

第6話
拓也に誘われた女子学生
演 - 鈴木米香
結をナンパした男性
演 - 齊藤陸

第8話
病院の看護師
演 - 大杉亜依里
義之の入院する病院で看護師をしている。
レストランの店長
演 - 比佐一成
阿須田家と結城家が三田と食事をする予定だったが、うららが日付を間違えて1ヵ月後に予約していた。

第9話
建築会社の社長
演 - 半海一晃
恵一が再就職する事となった建築会社の社長。差し入れを持ってきたうららが恵一と話しているところを見て「ラブラブ確認？ラブラブ確認？」と指さし確認のように言ってからかう。
功の不倫相手
演 - 吉川まりあ（写真のみ）

第10話
大場の父親
演 - 岩崎泰次郎
大場の母親
演 - 高橋育代
ホテルのスタッフ
演 - 吉沢志央

## スタッフ
- 脚本 - 遊川和彦
- 音楽 - 池頼広
- 演出 - 猪股隆一、佐藤東弥、石尾純、日暮謙
- 主題歌 - 斉藤和義「やさしくなりたい」（SPEEDSTAR RECORDS）
- 脚本協力 - 森山あけみ
- 演出補 - 伊藤彰記
- プロット協力 - 谷岡由紀、松本明美
- 美術 -柳谷雅美、高野雅裕
- チーフプロデューサー - 田中芳樹
- プロデューサー - 大平太、太田雅晴
- 制作協力 - 5年D組
- 制作著作 - 日本テレビ

## 放送日程
| 各話                                                           | 放送日   | サブタイトル                                  | 演出     | 視聴率 |
| -------------------------------------------------------------- | -------- | --------------------------------------------- | -------- | ------ |
| 第1話                                                          | 10月12日 | 崩壊寸前の家庭にやって来た笑顔を忘れた氷の女… | 猪股隆一 | 19.5%  |
| 第2話                                                          | 10月19日 | 僕を裏切ったアイツを殺して                    | 猪股隆一 | 18.7%  |
| 第3話                                                          | 10月26日 | 母を殺した父の正体を暴いて                    | 佐藤東弥 | 19.8%  |
| 第4話                                                          | 11月02日 | あなたの愛娘を誘拐しました                    | 石尾純   | 19.5%  |
| 第5話                                                          | 11月09日 | 全部脱いで! …承知しました                     | 猪股隆一 | 22.5%  |
| 第6話                                                          | 11月16日 | 私を殺して! …承知しました                     | 日暮謙   | 23.4%  |
| 第7話                                                          | 11月23日 | 死ぬまで二度と笑いません…                     | 石尾純   | 23.5%  |
| 第8話                                                          | 11月30日 | 私の過去、すべてお話します                    | 猪股隆一 | 29.6%  |
| 第9話                                                          | 12月07日 | 最終章の始まり! 一筋の涙…炎の中で私を死なせて | 佐藤東弥 | 27.6%  |
| 第10話                                                         | 12月14日 | 息子よ、夫よ、お願い…私も天国に連れて行って!  | 石尾純   | 28.6%  |
| 最終話                                                         | 12月21日 | 本当の母親…それはあなたたちが決めることです!  | 猪股隆一 | 40.0%  |
| 平均視聴率 24.7%（視聴率はビデオリサーチ調べ、関東地区・世帯） |          |                                               |          |        |

- 同枠で初回視聴率が19%以上を記録したのは2006年10月期の『14才の母』（19.7%）以来、5年ぶりとなった。
- 同枠で単回での視聴率が20%を超えたのは2007年1月期の『ハケンの品格』の最終回で記録した26.0%以来、4年6カ月ぶりとなった。
- 第8話で29.6%を記録し、TBS系『JIN-仁- 完結編』を上回って2011年に放送された全てのドラマの中で最高視聴率をマークした。同枠としては1996年の『続・星の金貨』の最終回で記録した26.4%を上回り、同枠の最高視聴率を15年ぶりに更新した。また、瞬間最高視聴率は31.5%を記録した。なお、この数値は日本テレビのドラマ全体でも2005年1月期の『ごくせん』第2シリーズの最終話（32.5%）以降では最高。また、他局のドラマを合わせても2007年1月期のTBS系『華麗なる一族』最終話（30.4%）以来の高水準である。
- 第1話と第9話は22時 - 23時9分の15分拡大。日本テレビ制作のドラマで初回・最終回以外での時間拡大は初（日本テレビ系列で放送されたドラマであれば、読売テレビ制作月曜22時台の『失楽園』第3話以来57クールぶり）。
- 第10話はFIFAクラブワールドカップ2011準決勝・柏レイソル×サントスFC戦中継のため、22時35分 - 23時44分の35分繰り下げ・15分拡大放送。
- 最終話は22時 - 23時9分の15分拡大放送。また、これとは別に急遽21時 - 21時57分には新撮シーンを含めた総集編の関連特番『さよなら「家政婦のミタ」特別版』（脚本：森山あけみ、監修：遊川和彦、演出：日暮謙・大八木直、NNS加盟29局同時ネット）が放送された[注 8]。平均視聴率は関東地区が40.0%で関西地区が36.4%、瞬間最高視聴率は23時前後に関東が42.8%で関西が39.0%となり[13]、同枠では史上初、他局を含めた連続ドラマ単回としては2000年1月期のTBS系『ビューティフルライフ』最終回（41.3%）以来11年9か月ぶりに視聴率40%以上を達成した（この記録は、2013年9月22日放送のTBS系『半沢直樹』最終回が42.2%を記録するまでは、21世紀の最高値だった）。また、最高視聴率40.0%は『熱中時代』（1979年3月30日）、『太陽にほえろ!』（1979年7月20日）と並び、日本テレビのドラマ史上最高視聴率である。2011年の関東地区年間視聴率ではこの10日後の12月31日に放送されたNHK総合テレビ『第62回NHK紅白歌合戦』第2部の41.6%に次ぐ2位となった（民放に限れば年間1位）。最終回後、同紅白との年間視聴率1位争いも各メディアで注目された。
- 初回と最終回の差が20.5%となり、連続ドラマで初回と最終回の差が10%以上を記録したのは2011年4月期の『マルモのおきて』（フジテレビ系）（11.6% → 23.9%、12.3%）以来となった。日本テレビとしては、2005年7月期の『女王の教室』（14.4% → 25.3%、10.9%）以来となる。また、初回と最終回の差が20%以上を記録したのは1994年4月期の『家なき子』（日本テレビ系）（17.1% → 37.2%、20.1%）以来の記録となる。

### 再放送
- 2012年12月16日から12月28日まで日本テレビで再放送された。第1・2話は同年12月16日の14時 - 15時55分[注 9]、第3話以降は月 - 金曜日15時55分 - 16時53分に放送[注 10]。毎回本編終了後には、阿須田家の四姉弟を演じた忽那汐里・中川大志・綾部守人・本田望結が各話にまつわる思い出などを語った[14]。再放送の都合上、一部のシーンがカットされている部分もある。

### 時差ネット局
- 琉球放送（TBS系）：2012年1月4日から同年1月26日まで平日午後に放送された。
- テレビ宮崎（フジテレビ・日本テレビ・テレビ朝日系）：2012年3月4日から午後に放送。

## ロケ地
- 千葉県千葉市千葉市動物公園
- 神奈川県横浜市赤レンガ倉庫周辺
- 神奈川県横浜市青葉区あざみ野南周辺

## 受賞
- 2012年 エランドール賞[15]
  - 新人賞 - 長谷川博己
  - プロデューサー賞 - 大平太
- 第71回ザテレビジョンドラマアカデミー賞[16][17][18]
  - 最優秀作品賞
  - 主演女優賞 - 松嶋菜々子
  - 助演男優賞 - 長谷川博己
  - 脚本賞 - 遊川和彦
  - 監督賞 - 猪股隆一、佐藤東弥、石尾純、日暮謙
  - ドラマソング賞 - 「やさしくなりたい」斉藤和義
- 第21回 TV LIFE年間ドラマ大賞[19]
  - 作品賞（大賞）
  - 主演女優賞 - 松嶋菜々子
- 第15回 日刊スポーツドラマグランプリ[20]
  - 主演女優賞 - 松嶋菜々子
- 第8回 ドラマ・オブ・ザ・イヤー2011[21]
  - 最優秀作品大賞
  - 最優秀主演女優賞 - 松嶋菜々子
  - 最優秀助演男優賞 - 長谷川博己
- 第18回 上海テレビ祭[22]
  - マグノリア賞 海外連続テレビドラマ部門 銀賞
- 東京ドラマアウォード2012[23]
  - 作品賞＜連続ドラマ部門＞ グランプリ
  - アジア賞
  - 個人賞 - 長谷川博己
  - 脚本賞 - 遊川和彦
  - プロデュース賞 - 大平太

## 関連商品

### CD
- 家政婦のミタ オリジナルサウンドトラック（バップ、2011年11月23日発売）

| 収録曲（タイトル） / 作曲など | 収録曲（タイトル） / 作曲など      | 収録曲（タイトル） / 作曲など |
| ----------------------------- | ---------------------------------- | ----------------------------- |
| M-01                          | 家政婦のミタです                   | 作曲・編曲：池頼広            |
| M-02                          | Main Thema of Mita                 | 作曲・編曲：池頼広            |
| M-03                          | Ghost?                             | 作曲・編曲：池頼広            |
| M-04                          | Behind the Mask                    | 作曲・編曲：池頼広            |
| M-05                          | 笑えない心                         | 作曲・編曲：池頼広            |
| M-06                          | さすらいの家政婦                   | 作曲・編曲：池頼広            |
| M-07                          | ミタ見た?                          | 作曲・編曲：池頼広            |
| M-08                          | 喪失                               | 作曲・編曲：池頼広            |
| M-09                          | 嘘のない人                         | 作曲・編曲：池頼広            |
| M-10                          | 家族の再生（ソプラノサックスver.） | 作曲・編曲：池頼広            |
| M-11                          | A Ghost Story                      | 作曲・編曲：池頼広            |
| M-12                          | 冬の坂道                           | 作曲・編曲：池頼広            |
| M-13                          | 誤ちと罪                           | 作曲・編曲：池頼広            |
| M-14                          | ピアノのミタ                       | 作曲・編曲：池頼広            |
| M-15                          | そんなことも                       | 作曲・編曲：池頼広            |
| M-16                          | 行かないで                         | 作曲・編曲：池頼広            |
| M-17                          | それでも家族                       | 作曲・編曲：池頼広            |
| M-18                          | 心は見えない                       | 作曲・編曲：池頼広            |
| M-19                          | 遠い絆                             | 作曲・編曲：池頼広            |
| M-20                          | 泣かないで                         | 作曲・編曲：池頼広            |
| M-21                          | 歌わない人                         | 作曲・編曲：池頼広            |
| M-22                          | 希衣の歌                           | 作曲・編曲：池頼広            |
| M-23                          | 天国へのほほえみ                   | 作曲・編曲：池頼広            |
| M-24                          | 家族の再生（ケーナver.）           | 作曲・編曲：池頼広            |

### 書籍
家政婦のミタ エピソード・ゼロ（日本テレビ放送網、2011年12月19日発売、ISBN 978-4-820-30091-5）
小説ではなく、放送されたドラマの名場面や、これまでドラマの中では門外不出とされた灯の過去が描かれているというガイドブック的なつくりである。

### DVD
- 家政婦のミタ DVD-BOX（バップ、2012年4月18日発売）
- 家政婦のミタ Blu-ray BOX（バップ、2012年4月18日発売）

## リメイクテレビドラマ

### 韓国版
2013年9月から11月まで韓国の3大放送局の一つSBSでリメイクして放送された。韓国でのタイトルは『怪しい家政婦』（朝: 수상한 가정부）である。放送期間の2か月間、毎週月曜と火曜の夜10時から毎回約1時間、いわゆる「月火ドラマ」枠で放送された。全20回。主演は『冬のソナタ』でアジア各国に知られるようになったチェ・ジウ。脚本をペク・ウンチョルが書き、キム・ヒョンシクが演出した。初回の視聴率は8%。最高視聴率は第8回の11%で、平均視聴率は10%だった。